# Gustaf Anders Lindberg
Gustaf Anders Lindberg, född 14 augusti 1832 i Stockholm, död 5 februari 1900 i Stockholm, var en svensk ämbetsman, botanist och xylograf.
Han var son till bolagskamreren Karl Peter Lindberg och Karolina Sandbom. Lindberg avlade sin studentexamen i Uppsala 1852 och vistades för sin hälsa och botaniska studier i Brasilien 1854-1855. Han gjorde sig känd som en mycket framstående botanist och illustrerade sina talrika botaniska studier som publicerades i olika tidskrifter. Efter avlagd kameralexamen anställdes han vid Kommerskollegium där han senare avancerade till kamrer. Som konstnär skapade han botaniska illustrationer och Exlibris där exlibriset för Fredrik Åkerman hör till hans mest kända. Vid sin död donerade han sin egen boksamling till Vetenskapsakademiens bibliotek.   